# Lapurivraket
Lapurivraket är det enda vikingatida skeppsfynd som hittats i Finland.
En teori är att Lapurivraket under vikingatiden var ett handelsfartyg som seglade på de ryska floderna. Hon var så lätt att hon kunde lyftas eller rullas på stockar över land mellan de olika floderna.

## Upptäckten och utgrävningar
Vraket hittades av en sportdykare år 1976 nära ön Lapuri i östra delen av Finska viken på sex meters djup. Förutom två breda plankor som stack upp och en hög med sten var vraket alldeles täckt av sediment. Vraket anträffades inom området för en naturhamn som användes under medeltiden. 
År 1977 genomfördes en fyra dagar lång utgrävning på platsen varvid 25% av vraket undersöktes. År 1985 flyttades stenar från stenhögen olagligt av en amatördykare, något som dock inte skadade vraket. 1992-1993 återupptogs utgrävningarna under ledning av sjöfartsmuseet Suomen merimuseo i Kotka, och när utgrävningen avslutades täcktes vraket med tyg och ca 30 cm med sand för att skydda det.

## Vrakets utseende
Lapurivraket är byggt av ek och väldigt välbevarat. Hela kölen med de flesta spanten fortfarande bevarade lokaliserades och en stäv återstod. Under stenar som ingått i barlasten fann man även resterna efter ett kölsvin, och styrbords sida var midskepps väldigt välbevarad. Fartyget tycks ha varit cirka 12x3 m stort. Stenarna som låg ovanpå Lapurivraket hade  plattat till vraket något, men man tror att skrovets höjd en gång var ca 80 cm, och att höjden från köl till stäv var 230 cm. De tunna plankorna gjorde att hon bara vägde 1 ton.
De flesta plankorna var bara 1,5 cm tjocka men väldigt hållbara, vilket i förhållande till plankornas bredd på upp till 55 cm visar på en skicklig skeppsbyggnadsteknik. Plankorna var sammanfogade med järnspikar och tränaglar.
268 stenar av lokal granit med en sammanlagd vikt på 1400-2000 kilogram hittades i vraket. Ungefär 70% av stenarna låg på styrbord sida, men man fann inga spår av att de glidit utan de verkar ha placerats där avsiktligt. Detta kan dock vara en orsak till förlisningen.
Fartygets skick var ganska dåligt innan hon sänktes, och minst en lagning hittades.

## Datering
På Lapurivraket hittades ett nätsänke, två oidentifierbara träföremål, tre slipstenar och delar av bronspanna, föremål som stilmässigt inte gick att datera. Ett stycke ylletyg som användes som fogtätning medtogs för analys och bedömdes komma från en östlig ras. 
Man gjorde C14-dateringar på djurhår som ingick i fogtätningen vilket daterade vraket till år 980 +/- 90 år. C14-dateringen av ylletyget gav ett felaktigt svar på 1500 år, något man hittills inte kunnat förklara.

## Anledning till förlisningen
Förutom de tidigare nämnda föremålen hittades ingenting ombord på vraket. Kölsvinet var trasigt, fartyget i ganska dåligt skick och inga spår av tak hittades. Ombord låg en stor mängd stenar av lokal bergart. Detta tyder på att fartyget sänkts avsiktligt. Möjligen fungerade stenarna ombord som en tyngd för att hålla kvar vraket på havsbotten.
Andra menar att tre slipstenar och delarna av bronspannan inte hade funnits ombord om hon sänkts avsiktligt. En teori är att hon ingick i en konvoj och sprang läck eller förlorat masten (vilket kan ha medfört att en bit av kölsvinet lossnade). Kanske sjönk hon eller blev så pass skadad att hon sänktes.

## Lapuri 2 och reproduktion
Nära Lapurivraket finns ett annat vrak. Detta vrak kallas för Lapuri 2.
Flera reproduktioner av Lapurivraket har gjorts. Fotevikens Maritima Centrum arbetar på en reproduktion av Lapurivraket. Även föreningen Viikinkiajärvi ry gjorde år 1997 en kopia av Lapurivraket som heter Sotka.